# Stelis macrophylla
Stelis macrophylla là một loài thực vật có hoa trong họ Lan. Loài này được (Kunth) ined. miêu tả khoa học đầu tiên.